# Ornis Hungarica
 Ornis Hungarica  angol nyelvű madártani szakfolyóirat, melyet 1991-ben alapítottak. A madarak tudományos vizsgálatával kapcsolatos lektorált dolgozatokat közöl, a cikkek főként a közép-európai, és ezen belül is elsősorban a magyar madárfaunát elemzik. Olykor más földrajzi régiók madárvilágával kapcsolatos dolgozatok is megjelennek a lapban. Az Ornis Hungarica-ban megjelenő dolgozatok szabadon elérhetők az interneten (open access).